# NGC 1839
NGC 1839 је расејано звездано јато у сазвежђу Златна риба које се налази на NGC листи објеката дубоког неба.
Деклинација објекта је - 68° 37' 37" а ректасцензија 5h 6m 2,4s. Привидна величина (магнитуда) објекта NGC 1839 износи 11,8 а фотографска магнитуда 11,9. NGC 1839 је још познат и под ознакама ESO 56-SC63.